# Élections constituantes de 1945 dans le Puy-de-Dôme
Les élections constituantes françaises de 1945 se déroulent le 21 octobre.

## Mode de scrutin
Les députés sont élus selon le système de représentation proportionnelle suivant la règle de la plus forte moyenne dans le département, sans panachage ni vote préférentiel. Il y a 586 sièges à pourvoir.
Dans le département de le Puy-de-Dôme, six députés sont à élire.

## Élus
Les six députés élus sont : 
| Identité          | Parti | Parti   |
| ----------------- | ----- | ------- |
| Pierre Besset     |       | PCF     |
| Jean Curabet      |       | URR     |
| Adrien Mabrut     |       | SFIO    |
| Francis Dassaud   |       | SFIO    |
| Alexandre Varenne |       | Rad-Soc |
| Jacques Bardoux   |       | Paysan  |

## Résultats

### Résultats à l'échelle du département
| Parti          | Parti                                                      | Tête de liste     | Résultats | Résultats | Sièges | Sièges |
| Parti          | Parti                                                      | Tête de liste     | Voix      | %         |        |        |
| -------------- | ---------------------------------------------------------- | ----------------- | --------- | --------- | ------ | ------ |
|                | Parti communiste français                                  | Pierre Besset     | 57 233    | 25,22     | 2      |        |
|                | Section française de l'Internationale ouvrière             | Adrien Mabrut     | 53 214    | 23,45     | 2      |        |
|                | Parti républicain, radical et radical-socialiste           | Alexandre Varenne | 45 524    | 20,06     | 1      |        |
|                | Parti paysan d'union sociale                               | Jacques Bardoux   | 42 246    | 18,61     | 1      |        |
|                | Mouvement républicain populaire                            | Jacques Madaule   | 24 203    | 10,66     | -      |        |
|                | Parti républicain et social de la réconciliation française | Joseph Bargeon    | 4 557     | 2,01      | -      |        |
|                |                                                            |                   |           |           |        |        |
| Inscrits       | Inscrits                                                   | Inscrits          | 312 501   |           | 6      |        |
| Votants        | Votants                                                    | Votants           | 232 366   | 74,36     |        |        |
| Blancs et nuls | Blancs et nuls                                             | Blancs et nuls    | 5 370     | 2,32      |        |        |
| Exprimés       | Exprimés                                                   | Exprimés          | 226 977   | 97,68     |        |        |